# 朝情報 おはよう!遠藤商店
『朝情報 おはよう!遠藤商店』（あさじょうほう おはよう えんどうしょうてん）は、2004年3月29日から2006年9月22日まで北海道テレビ放送（HTB）で月曜日から金曜日の朝に放送されていた情報番組で、同社アナウンサー遠藤雅也の冠番組。2003年4月7日から2004年3月26日までは『おはよう!遠藤商店』というタイトルで放送されていた。
HTBはこの番組を放送していたことから、2003年9月26日までは『やじうまプラス』を6:20に飛び降りた後、6:45に飛び乗って放送。同年9月29日からは6:25に飛び乗って放送していた。

## 出演者
- 遠藤雅也（HTBアナウンサー）
- 安藤こず恵（フリーパーソナリティ）
- 山田佳晴（HTB報道デスク）
- BEN（フリーパーソナリティ）
- 神田昭一（気象予報士）

### 2005年7月18日まで
- 中添眞（HTB報道デスク → 報道局次長）
- 桜庭章彦（気象予報士）

## 主なコーナー
- おはようカメラ
- 中添報道デスクのワンポイント
- 桜庭章彦の「きょうの天気」
- 朝いちSPORTS
- けさのピックアップ
- 週刊ファイターズ（火曜）
- もっと健康
- わが家の朝ごはん
- ペットモーニング
- こず恵のちょっと韓流